# Casteggio
Casteggio, (latin: Clastidium) är en stad och kommun i provinsen Pavia i regionen Lombardiet, Italien. Kommunen hade 6 738 invånare (2018) och gränsar till kommunerna Borgo Priolo, Calvignano, Casatisma, Corvino San Quirico, Montebello della Battaglia, Oliva Gessi, Robecco Pavese och Verretto.
Staden var en gallisk anläggning i närheten av Piacenza, känd genom Marcus Claudius Marcellus seger över Virdumarus; segraren lyckades vinna Spolia opima. Åtskilliga lämningar från antiken finns där.